# Pentru câțiva dolari în plus
Pentru câțiva dolari în plus sau Pentru cîțiva dolari în plus (în italiană : Per qualche dollaro in più) este un film western spaghetti din 1965, regizat de Sergio Leone, protagoniști fiind actorii Clint Eastwood, Lee Van Cleef și Gian Maria Volontè. Actorul german Klaus Kinski apare și el, într-un rol negativ secundar. Filmul a fost lansat în Statele Unite în 1967 și constituie a doua parte a așa-numitei trilogii a "Omului fără Nume" sau Trilogia Dolarilor. 

## Prezentare
Introducere: «Acolo unde viața nu are nici un preț, moartea își are uneori prețul ei. De aceea au apărut vânătorii de ucigași !»
Omul fără nume s-a întors... Omul în negru așteaptă... Este un arsenal umblător: atacă și omoară ! Doi bărbați, doi vânători de recompense se îndreaptă spre un oraș din Vestul Sălbatic American pentru a-l captura pe Indio, un ucigaș fugit din închisoare. Unul dintre ei este Omul fără nume: stăpân pe sine, "mortal", iute în mânuirea armei și interesat doar de recompensă. Celălalt este colonelul Mortimer, ce caută să răzbune moartea surorii lui. Cei doi nu prea au încredere unul în celălalt, dar au stabilit ca Omul fără nume să se infiltreze în banda lui Indio și să-l atragă într-o capcană. Indio devine bănuitor și, într-o confruntare, îi capturează pe cei doi. Dar, cei doi vor reuși să ducă la bun sfârșit ceea ce aveau de făcut.

## Primire
"Spiritul înzestrat și ascuțit al lui Sergio Leone îl servește în structurarea dramatică a acțiunii, aplecându-se cu fervoare asupra detaliilor de gestică atât de revelatoare pentru caracterizarea oamenilor Vestului (Sălbatic). Este în aceasta un rafinament de înțelegere care în filmul de față invită, dincolo de momentul fatal și irevocabil al uciderii, făptuită cu sânge rece, la o cunoaștere adâncită, expresivă, pitorească." – Eugen Atanasiu - 1968 (România liberă)

## Distribuție
- Clint Eastwood – Manco ("Omul fără Nume")
- Lee Van Cleef – Col. Douglas Mortimer
- Gian Maria Volonté – El Indio
- Mara Krupp – Mary, frumoasa nevastă a administratorului hotelului
- Rosemary Dexter – sora colonelului Douglas Mortimer
- Luigi Pistilli – Groggy, membru din gașca lui Indio
- Klaus Kinski – Juan Wild, Cocoșatul
- Joseph Egger – bătrânul profet
- Panos Papadopulos – Sancho Perez, membru din gașca lui Indio
- Benito Stefanelli – Hughie, membru din gașca lui Indio
- Aldo Sambrell – Cuchillio, membru din gașca lui Indio
- Luis Rodríguez – membru din gașca lui Indio
- Lorenzo Robledo – Tomaso, trădătorul lui El Indio
- Sergio Mendizábal – directorul băncii din Tucumcari
- Mario Brega – Nino, membru din gașca lui Indio